# 任中正
任中正（?—?），字庆之，北宋初年曹州济阴县（今山东省菏泽市）人，宋真宗时参知政事。
宋太宗时，任中正中进士，为池州推官。历任大理评事、邵州通判、太府寺丞、濮州通判。后来被翰林学士钱若水推荐，转任秘书省著作佐郎、通判大名府。后召入京师开封府，担任秘书丞，授江南转运副使。擢升为监察御史、两浙路转运使，百姓饥荒，他不等诏书下达，打开官廪赈济。转任殿中侍御史、判三司凭由司。出任荆湖转运使，转任左司谏、直史馆、知梓州。擢升为枢密直学士，代替张咏知益州，办事按照张咏条制。后来知审判院，出知并州。转任给事中、权知开封府。大中祥符九年（1016年），拜为尚书工部侍郎、枢密副使，改为同知枢密院事。天禧元年（1017年），拜兵部侍郎、参知政事。当时赵祯是太子，他以右丞兼太子宾客，转任工部尚书。赵祯即位为宋仁宗，任命他为兵部尚书。任中正与丁谓友善，丁谓被贬，任中正因为营救丁谓，降为太子宾客、知郓州。后来转任礼部尚书。六十多岁去世，赠尚书左仆射，谥康懿。

## 延伸阅读
[在维基数据编辑]
 《宋史·卷288》，出自脱脱《宋史》